# Teucholabis (Teucholabis) bidentifera
Teucholabis (Teucholabis) bidentifera is een tweevleugelige uit de familie steltmuggen (Limoniidae). De soort komt voor in het Neotropisch gebied.